# 35e régiment d'infanterie légère
Pour les articles homonymes, voir 35e régiment.
Le 35e régiment d'infanterie légère (35e léger) est un régiment d'infanterie légère de l'armée française créé sous le Premier Empire en 1812 à partir du 1er régiment de la Méditerranée, une unité de conscrits réfractaires. Il est dissous en 1814.

## Création et différentes dénominations
- août 1808 : formation du bataillon de la Méditerranée
- janvier 1810 : transformé en régiment de la Méditerranée
- mars 1811 : renommé 1er régiment de la Méditerranée après la création du 2e régiment de la Méditerranée
- décembre 1812 : transformé en 35e régiment d'infanterie légère
- mai 1814 : dissous

## Chefs de corps
- 1809 - 1811 : chef de bataillon Bellancourt[1]
- 1811 - 1812 : colonel Dupuy[1]
- 1812 - 1814 : colonel Duché[1]

## Historique

### Régiment de la Méditerranée
Un décret de l'empereur daté du 8 juin 1808 ordonne de regrouper en Corse les réfractaires jusque-là rassemblés aux dépôts de Gênes et Toulon, afin de former un bataillon destiné à défendre l'île,. Le 10 août 1809, l'unité est renommé bataillon de la Méditerranée, à six compagnies de 140 chasseurs.
Un décret du 27 janvier 1810 transforme l'unité en un régiment de la Méditerranée, constitué comme un régiment d'infanterie légère, avec cinq bataillons mais pas de compagnies d'élite (voltigeurs et grenadiers),.
Le 11 janvier 1811, l'empereur prescrit de placer le 1er bataillon du régiment de la Méditerranée à l'île d'Elbe, les 2e, 3e et 4e en Corse, et le 5e au fort Lamalgue à Toulon. Ce bataillon doit recevoir les réfractaires arrêtés dans le midi de la France et ne les habiller qu'au moment de leur embarquement pour la Corse. Un petit dépôt est formé à Ajaccio pour recevoir les réfractaires de la Ligurie et du Piémont, embarqués à Gênes, ainsi que ceux de la Toscane, embarqués à Livourne, et ceux des ex États pontificaux, embarqués à Civitavecchia.
Le nombre de réfractaires augmentant, un 2e régiment de la Méditerranée est créé le 10 mars 1811, organisé sur le modèle des régiments d'infanterie de ligne. Le régiment léger prend alors le nom de 1er régiment de la Méditerranée. Il a son 1er bataillon sur l'île d'Elbe et les quatre autres en Corse (au 1er janvier 1912, le 2e bataillon du régiment est cependant également sur l'île d'Elbe). Le 1er régiment reçoit les conscrits de Gênes, Livourne et Civitavecchia, les réfractaires du sud de la France rejoignant le 2e régiment après leur arrestation.
En mai 1812, les 1er et 2e bataillons du régiment sont affectés à la division de réserve (no 4) du général Durutte, formée en Prusse. Le 1er bataillon rejoint ensuite Varsovie.
Par décret du 20 septembre 1812, les régiments de réfractaires sont transformés en régiments classiques et le 1er régiment de la Méditerranée, à Livourne, est renommé 35e régiment d'infanterie légère.

### Dissolution
Par décret royal du 12 mai 1814, le 35e régiment d'infanterie légère est dissous et ses unités sont versées dans d'autres régiments :
- Les 1er et 3e bataillons dans le 49e régiment d'infanterie de ligne (formé par renommage du 53e régiment d'infanterie de ligne).
- Les 2e, 7e et 9e bataillons dans le régiment de Bourbon (9e régiment d'infanterie de ligne).
- Les 4e et 6e bataillons dans le 48e régiment d'infanterie de ligne (formé par renommage du 52e régiment d'infanterie de ligne).
- Les 5e et 8e bataillons dans le 39e régiment d'infanterie de ligne (formé par renommage du 42e régiment d'infanterie de ligne).

## Personnalités ayant servi au 35eléger
- Gabriel Beluze, comme major en 1810-1813,
- Jacques Camou, comme sergent en 1812.